# Tver oblast
Tver oblast (russisk: Тверска́я о́бласть, tr. Tverskaja oblast) er en af 46 oblaster i Den Russiske Føderation. Oblasten har et areal på 84.201 km² og 1.190.574 (2025) indbyggere. Det administrative center i oblasten ligger i byen Tver, som har 412.806 (2025) indbyggere. Andre større byer i oblasten er Rsjev (russisk: Ржев) med 52.619 (2025) indbyggere og Vysjnij Volotjok (russisk: Вышний Волочёк), der har 45.830 (2021) indbyggere.
Historisk har området været kendt som Tverskaja zemlja, russisk: Тверская земля, Tverskoj kraj, russisk: Тверской край, Tverskaja gubernija, russisk: Тверская губерния; dansk: ~ Tver guvernement. Obslaten blev oprettet den 29. januar 1935 og fik navnet Kalininskaja oblast, efter Mikhail Kalinin, russisk: Калининская область; dansk: ~ Kalinin oblast.
Tver oblast har mange indsøer, så som Seliger og Brosno. En stor del af området optages af Valdajhøjderne, hvor floderne Volga, Vestlige Dvina og Dnepr har deres kilder.
Tver oblast har også mange historiske byer: Torzjok, Toropets, Zubtsov, Kasjin, Vysjnij Volotsjok og Kaljazin. Den ældste af dem er Rzjev, hovedsagelig kendt på grund af slagene ved Rzjev under 2. verdenskrig.

## Geografi
Tver oblast ligger i den vestlige del af den midterste del af den Østeuropæiske Slette. Oblasten strækker sig 350 km fra nord til syd og 450 km fra vest til øst. Afstand til MKAD er 90 km. Afstanden fra det administrativecenter Tver til Moskva er 167 km og til Sankt Petersborg 485 km.
Tver oblast grænser op til Jaroslavl, Vologda og Novgorod oblaster mod nord, Moskva og Smolensk oblaster mod syd og Pskov oblast mod vest.

### Topografi
Overfladen er overvejende flad domineret af Valdajhøjderne, der i den østlige del går over i Mologo-Sjeksninskaja lavland, længst mod vest over i Ploskosjskaja sænkningen, og i den centrale del domineres af Tver morænehøjderyg. Det højeste punkt oblasten befinder sig i Valdajhøjderne, 346,9 moh., nær landsbyen Potjinok i Firovskij rajon, det laveste punkt, 61 moh., er ved floden Kunja (russisk: Кунья) på grænsen til Novgorod oblast.

### Mineralforekomster
Oblasten har betydelige reserver af mineraler, herunder sand og grus, der benyttes som byggemateriale, silikat sand der anvendes i ildfast ler, kalksten der anvendes til flere formål, tørv, mineralsk grundvand, som bl.a. benyttes til produktion af mineralvanden "Kasjinskije", og brunkul. Mange af mineralerne har unikke egenskaber bl.a.: kaolinler til keramik, kvartssand af høj renhed, kalksten, et mamorlignende materiale, der brydes som "Staritskij hvide sten".
I de lavere områder er der vidt udbredte tørveforekomster, der er beregnet til 15,4 milliarder m³. Reserver af tørv vurderes til 2.051 milliarder ton (ca. 7% af forekomsterne i den europæiske del af Rusland). Industriel målestok mestrede 43 tørveforekomster, der anses for mulige at udnytte, dækker et areal på omkring 300 tusinde ha, de vigtigste udnyttede forekomster er koncentreret i fem områder, der ligger i de centrale og sydlige dele af oblasten. Fra 1971 til 1999 blev der udvundet mere end 44 millioner tons tørv.
Dybt under oblasten ligger lag af brunkul med forbindelse til Moskva kulbækkenet. Den største forekomst, Bolsjoje Nelidovskoje, gav fra 1948-1996 omkring 21 millioner tons fast brændsel.

### Klima
Klimaet i hele Tver oblast er tempereret kontinentalt, men ganske stor variation. Den gennemsnitlige januar temperaturer varierer fra -6 °C i sydvest til -10 °C i nordøst i juli varierer gennemsnitstemperaturen fra 17 °C til 19 °C. Gennemsnits nedbøren er omkring 650 mm om året. Den nordligste by i regionen - Vesegonsk liggende på 58,3965 ° s. varierer længden af dagen med 12 timer og 20 minutter fra 6 timer 17 minutter den 22. december til 18 timer 24 minutter 22. juni. Den sydligste by i oblasten, Bélyj, ligger på omtrent samme breddegrad som Moskva. I byen Tver er den varmeste måned 19,7 °C, og den koldeste måned ÷ 11,6 °C, mens den højeste iagttagne sommertemperatur er 35 °C og den laveste vintertemperatur ÷ 45 °C.

### Hydrografi
I oblasten er der omkring 1000 større og mindre floder med en samlet længde på ca. 17.000 km. Den vigtigste flod er Volga, hvis løb strækker sig 685 km i oblasten. Dens kilde befinder sig i Ostasjkovskij rajon. Andre særligt betydningsfulde floder i oblasten er Vazuza (162 km), Daugava (262 km), Tvertsa (188 km), Medveditsa (269 km), Mologa (280 km) og Mezja (259 km). Oblasten er præget af vandskellet mellem det Kaspiske Hav og Østersøen.
Oblasten har 1769 søer (1,4% af arealet), herunder Seliger (259,7 km²), Øvre Volga søerne og Piros. De fleste søer befinder sig i den vestlige og nordvestlige del af oblasten. De dybeste søer er Brosno (41,5 m) og Dolosets (41 m).
De vigtigste reservoirer i oblasten er Vazuzskojereservoiret (97 km²) og Vysjnevolotskojereservoiret (108 km²) på Volga.

### Jordbundsforhold
Jordbunden i oblasten er hovedsageligt sandet, og undertiden lerede podzoljorder. Specielt i den nordøstlige del af Kalininskij rajon er der rige tørvejords forekomster i moseområdet Orsjinskij Mokh, tørvejords forekomster findes i øvrigt i hele oblasten. De mest frugtbare jorder er i den østlige del af oblasten (Kasjinskij og Kaljazinskij rajon).

### Skove
Regionen er beliggende i skovområdet, i den sydlige tajga subzone, med løvfældende skove i nordvest og fyreskove i de nordlige og sydvestlige egne.
Tver oblast er skovrigt, dækket skov på 4,9 mio. ha, 58 % af arealet. Blandskove dækker 29,5 %, 2.482.724 ha af oblastens samlede areal. Løvskov udgør 18,9 %, 1.592.866 ha, nåleskove dækker 5,4 % af det samlede areal, 453.800 ha. Det mindste område er mørke nåleskove, der udgør 0,25 % af det samlede areal, 21.228 ha. Træløse territorium i Tver oblast udgør 3.869.482 ha (2010). De vigtigste træarter er nåletræer: gran og fyr samt kratskov bestående af birk, asp, el, røn, fuglekirsebær og selje-pil, hvid-pil, bredkronede gamle egetræer, lind, ahorn, elm og ask.
De samlede reserver af tømmer i oblasten anslås til 658 millioner m³. Moden skov anslås til 147,8 millioner m³, herunder skove, der er mulige at udnytte på omkring 100 millioner m³. Den tilladte fældning ligger i på 6,2 mio. m³/år, mængden af fældning udgør omkring 34 % af den årlige tilladte fældningskvote (2003).
Moser optager ca. 7 % af det samlede areal.

## Fauna
Faunaen er typisk for skovområder: elg, rådyr, brun bjørn, ulv, ræv og fuglene urfugl, tjur og hjerpe. I moseområderne, søerne og floderne findes mange vandfugle: ænder, blandt andet gråand, skeand og krikand, mudderklire, enkeltbekkasin, dobbeltbekkasin. Der drives jagt på elge, vildsvin og bjørn. Søer og floder er rige på fisk bl.a. brasen, gedde, aborre, karper og helt.

### Naturbeskyttelse
Den største beskyttede naturområde er Tsentralno-Lesnoj zapovednik (russisk: Центрально-Лесной заповедник; dansk: ~ Det centrale fredskovsområde) på 46.061 ha i Nelidovskij og Andreapolskij rajon i den vestlige del af oblasten.
Zavidovskij nationalpark, der ligger ved Volga på grænsen til Moskv oblast blev oprettet i 1972 og er på 125.000 ha, 79.000 ha er skov, mere end 17.000 ha er enge og søer udgør omkring 1.100 ha. I nationalparken ligger "Zavidovo", der er en residens for præsidenten for Den Russiske Føderation.

### Forurenede områder i Tver oblast
De alvorligst forurenede områder i Tver oblast er byerne Torzjok og Nelidovo er stærkt forurenede på grund af den kemiske industri i byerne, og et militært område, hvor der tidligere lå en militærflyveplads, i udkanten af Tver i landsbyen Migalovo er der opmaganiseret radioaktivt affald.

## Demografi
75 % af indbyggerne i Tver oblast boer i byer og mere end halvdelen bor i 12 største byer.
Det nationale sammensætning består af russere, ukrainere, karelere, hviderussere, armeniere, tatarer, azeriere, romaer, tjuvasjere, tjetjenere, moldovere, tyskere, georgiere, tadsjikere. Russere (93,4 %), ukrainere (1,2 %) og karelere (0,6 %) udgør tilsammen mere end 95 % af indbyggerne.
Befolkningen i Tver oblast fortsætter med at falde på grund af naturlig tab befolkning. Antallet af dødsfald overstiger antallet af fødsler med 1,6 gange.
Oblasten har en positiv migrationsbalance på grund af tilflytning af personer fra andre SNG-lande, hovedsageligt fra Tadsjikistan, Moldova, Kirgisistan og Usbekistan.
| Demografisk udvikling for Tver området fra 1897 til 2015 |           |           |           |           |           |           |           |           |           |           |           |           |           |           |
| år                                                       | 1897      | 1926      | 1939      | 1959*     | 1970      | 1979      | 1989      | 2002      | 2010      | 2011      | 2012      | 2013      | 2014      | 2015      |
| indbyggere                                               | 1.769.135 | 2.242.078 | 3.213.139 | 1.806.787 | 1.717.237 | 1.649.022 | 1.670.117 | 1.471.459 | 1.353.392 | 1.350.086 | 1.342.200 | 1.334.061 | 1.325.249 | 1.315.071 |

| Russere      | 3.009.993 |  | 1.706.465 |  | 1.627.530 |  | 1.572.199 |  | 1.555.050 |  | 1.361.006 | 92,5% | 1.172.007 | 93,4% |
| Ukrainere    | 20.155    |  | 13.571    |  | 17.948    |  | 21.242    |  | 28.941    |  | 22.563    | 1,53% | 15.707    | 1,2%  |
| Karelere     | 119.957   |  | 59.120    |  | 38.064    |  | 30.387    |  | 23.169    |  | 14.633    | 1%    | 7.394     | 0,6%  |
| Armeniere    | 519       |  | 407       |  | 566       |  | 982       |  | 1.959     |  | 7.331     | 0,5%  | 8.222     | 0,7%  |
| Tatarer      | 7.486     |  | 4.431     |  | 4.711     |  | 5.196     |  | 6.256     |  | 6.717     | 0,45% | 5.859     | 0,5%  |
| Hviderussere | 8.344     |  | 6.074     |  | 7.671     |  | 9.020     |  | 10.920    |  | 8.581     | 0,6%  | 5.673     | 0,4%  |
| Andre        |           |  |           |  |           |  |           |  |           |  | 22.769    | 3,4%  | 39.270    | 3,2%  |

* I 1944 blev Velikij Luki oblast udskilt af Tver oblast.

## Historie
På grund af byens gunstige geografiske placering blev den allerede under Kijevriget et indflydelsesrigt handelscenter og udviklede sig først til hovedstad i et uafhængigt fyrstedømme og senere til hovedstad i Storfyrstendømmet Tver fra midten af 1200-tallet. For ud for storfyrstendømmet, var Tver-området opdelt i flere mindre fyrstendømmer med sæde i byerne Toropets, Rzhev og Kashin.
I 1488 kom Tver storfyrstendømme under kontrol af Storfyrstendømmet Moskva og Tver ujezd blev oprettet. I 13-1700 tallet udgjorde den vestlige del af Tver-området grænseland til Storfyrstendømmet Litauen og blandt andet byen Bélyj (russisk: Бе́лый; dansk: ~ Hvid) var fra 1359 administrativt center i storfyrstendømmet Litauen, men kom under Moskvas kontrol fra 1503, for atter at blive en del af Polen-Litauen fra 1618 til 1654.
Efter Sankt Petersborgs oprettelse, og byen fik status som Ruslands "vindue til Europa", spillede Tver en vigtig rolle som opholdssted for rejsende på vej mellem de to hovedbyer Moskva og Sankt Petersborg.
I 1796 blev Tver guvernement oprettet. I 1935 blev Kalinin oblast oprettet, hvilket blev delt i Kalinin oblast og Velikij Luki oblast i 1944. Navnet Kalinin oblast var i brug til 1990.

## Administrativ inddeling
Tver oblast er inddelt i 36 rajoner (russisk: районов) og 7 byokruger (russisk: городских округа tr. gorodskich okruga).
Byokruger
| Tver (administrativt center) | Тверь          | 414.006 |
| Vysjnij Volotjok             | Вышний Волочёк | 48.844  |
| Kimry                        | Кимры          | 46.771  |
| Rzjev                        | Ржев           | 60.334  |
| Torzjok                      | Торжок         | 46.690  |
| Ozjornyj (Lukket by)         | Озёрный        | 10.591  |
| Solnetjnyj (Lukket by)       | Солнечный      | 2.166   |

Rajoner
| Rajoner i Tver oblast. | Rajoner i Tver oblast. | Rajoner i Tver oblast. | Rajoner i Tver oblast.    | Rajoner i Tver oblast.              | Rajoner i Tver oblast. |
| #                      | Dansk navn             | Russisk navn           | Befolkning (2015 anslået) | Administrativ inddeling Tver oblast |                        |
| ---------------------- | ---------------------- | ---------------------- | ------------------------- | ----------------------------------- | ---------------------- |
| 1                      | Andreapolskij          | Андреапольский         | 11.572                    |                                     |                        |
| 2                      | Bezjetskij             | Бежецкий               | 34.454                    |                                     |                        |
| 3                      | Belskij                | Бельский               | 5.778                     |                                     |                        |
| 4                      | Bologovskij            | Бологовский            | 35.482                    |                                     |                        |
| 5                      | Vesegonskij            | Весьегонский           | 11.737                    |                                     |                        |
| 6                      | Vysjnevolotskij        | Вышневолоцкий          | 24.409                    |                                     |                        |
| 7                      | Zjarkovskij            | Жарковский             | 5.280                     |                                     |                        |
| 8                      | Zapadnodvinskij        | Западнодвинский        | 14.241                    |                                     |                        |
| 9                      | Zubtsovskij            | Зубцовский             | 16.725                    |                                     |                        |
| 10                     | Kalininskij            | Калининский            | 49.951                    |                                     |                        |
| 11                     | Kaljazinskij           | Калязинский            | 20.743                    |                                     |                        |
| 12                     | Kasjinskij             | Кашинский              | 25.888                    |                                     |                        |
| 13                     | Kesovogorskij          | Кесовогорский          | 7.947                     |                                     |                        |
| 14                     | Kimrskij               | Кимрский район         | 12.232                    |                                     |                        |
| 15                     | Konakovskij            | Конаковский            | 84.829                    |                                     |                        |
| 16                     | Krasnokholmskij        | Краснохолмский         | 10.749                    |                                     |                        |
| 17                     | Kuvsjinovskij          | Кувшиновский           | 14.548                    |                                     |                        |
| 18                     | Lesnoj                 | Лесной                 | 4.959                     |                                     |                        |
| 19                     | Likhoslavlskij         | Лихославльский         | 27.831                    |                                     |                        |
| 20                     | Maksatikhinskij        | Максатихинский         | 15.209                    |                                     |                        |
| 21                     | Molokovskij            | Молоковский            | 4.399                     |                                     |                        |
| 22                     | Nelidovskij            | Нелидовский            | 27.710                    |                                     |                        |
| 23                     | Oleninskij             | Оленинский             | 12.204                    |                                     |                        |
| 24                     | Ostasjkovskij          | Осташковский           | 22.700                    |                                     |                        |
| 25                     | Penovskij              | Пеновский              | 6.357                     |                                     |                        |
| 26                     | Ramesjkovskij          | Рамешковский           | 15.748                    |                                     |                        |
| 27                     | Rzjevskij              | Ржевский               | 11.976                    |                                     |                        |
| 28                     | Sandovskij             | Сандовский             | 5.918                     |                                     |                        |
| 29                     | Selizjarovskij         | Селижаровский          | 12.241                    |                                     |                        |
| 30                     | Sonkovskij             | Сонковский             | 8.518                     |                                     |                        |
| 31                     | Spirovskij             | Спировский             | 11.488                    |                                     |                        |
| 32                     | Staritskij             | Старицкий район        | 23.411                    |                                     |                        |
| 33                     | Torzjokskij            | Торжокский             | 22.721                    |                                     |                        |
| 34                     | Toropetskij            | Торопецкий             | 18.789                    |                                     |                        |
| 35                     | Udomelskij             | Удомельский            | 38.368                    |                                     |                        |
| 36                     | Firovskij              | Фировский              | 8.557                     |                                     |                        |

### Større byer
Omkring tre fjerdedele af befolkningen i Tver oblast bor i bymæssige bebyggelser. Oblasten har 17 byer og bymæssigbebyggelser med 10.000 eller flere indbyggere. De største byer er Tver (414.006), Rzjev (60.334), Vysjnij Volotjok (48.844), Kimry (46.771), Torzjok (46.690) og Konakovo (40.617).
| Byer i Tver oblast med mere end 10.000 indbyggere. | Byer i Tver oblast med mere end 10.000 indbyggere. | Byer i Tver oblast med mere end 10.000 indbyggere. |
| Dansk navn                                         | Russisk navn                                       | Befolkning (2015 anslået)                          |
| -------------------------------------------------- | -------------------------------------------------- | -------------------------------------------------- |
| Tver (administrativt center)                       | Тверь                                              | 414.006                                            |
| Rzjev                                              | Ржев                                               | 60.334                                             |
| Vysjnij Volotjok                                   | Вышний Волочёк                                     | 48.844                                             |
| Kimry                                              | Кимры                                              | 46.771                                             |
| Torzjok                                            | Торжок                                             | 46.690                                             |
| Konakovo                                           | Конаково                                           | 40.617                                             |
| Udomlja                                            | Удомля                                             | 28.972                                             |
| Bezjetsk                                           | Бежецк                                             | 22.697                                             |
| Bologoje                                           | Бологое                                            | 21.845                                             |
| Nelidovo                                           | Нелидово                                           | 20.508                                             |
| Ostasjkov                                          | Осташков                                           | 16.837                                             |
| Kasjin                                             | Кашин                                              | 15.029                                             |
| Kaljazin                                           | Калязин                                            | 13.345                                             |
| Toropets                                           | Торопец                                            | 12.149                                             |
| Likhoslavl                                         | Лихославль                                         | 12.025                                             |
| Redkino                                            | Редкино                                            | 11.455                                             |
| Ozjornyj (Lukket by)                               | Озёрный                                            | 10.591                                             |